# Lilia González
Lilia González González (1891-1973) là một nhà giáo dục người Costa Rica, và là nhà hoạt động. Bà tốt nghiệp trường đào tạo giáo viên năm 1907 và bắt đầu giảng dạy tại Escuela Párvulos do Anatolia Zamora de Obregón đạo diễn. Bà cũng giảng dạy tại Escuela Superior de Niñas số 4 và Escuela Graduada, cả hai đều nằm dưới sự chỉ đạo của Esther Silva. Bắt đầu từ năm 1912, bà làm việc với Carmen Lyra trên một tạp chí dành cho trẻ em tên là"San Selerín"mà họ đã xuất bản trong vài năm. bà đã tích cực trong phong trào chống lại các chính sách lao động của Tổng thống Federico Tinoco Granados, mà đỉnh điểm là một cuộc đình công của giáo viên năm 1919 và các giáo viên đốt cháy văn phòng báo chính phủ, La Información. Cuộc đình công, dẫn đầu bởi Angela Acuña Braun bao gồm giáo viên như Gonzales và Ana Rosa Chacón, Matilde Carranza, Carmen Lyra, Victoria Madrigal, Vitalia Madrigal, Esther De Mézerville, María Ortiz, Teodora Ortiz, Ester Silva và Andrea Venegas.
Sau tin nổi của Tinoco, chủ tịch mới Julio Acosta García, đã bắt đầu nhượng bộ với các giáo viên và bổ nhiệm một Bộ trưởng Giáo dục mới để thay đổi. Một trong những thay đổi đó là Gonzáles, Lyra và hai giáo viên khác được gửi đến Châu Âu để nghiên cứu phương pháp học ở Châu Âu. Khi họ trở về, năm 1926, trường mầm non Montessori đầu tiên được khai trương. González đã giúp thực hiện các chính sách giáo dục thống nhất mới, lần đầu tiên được thực hiện trên toàn quốc  bằng cơ sở khoa học. Bà trở thành giám đốc của Escuela Julia Lang và là thành viên của đội Thanh tra trường học cho tỉnh San José. Năm 1928, bà bắt đầu giảng dạy tại Trường Thực hành của Trường Sư phạm và sau đó giúp Esther Silva tìm trường học và căng tin cho công nhân. Năm 1945, sau khi Đại học Costa Rica được thành lập, bà đã dạy các lớp học ở đó và sau đó được đặt tên là một giáo sư danh dự. Năm 1959, bà được thăng chức Trưởng khoa Giáo dục và nghỉ hưu năm 1960.